# Ricky Hatton
Ricky Hatton est un boxeur britannique né le 6 octobre 1978 à Stockport, Angleterre.

## Carrière
Ricky passe professionnel en 1997 et devient pour la première fois champion du monde des poids super-légers IBF le 4 juin 2005 en détrônant l'australien Kostya Tszyu puis réunifie les ceintures IBF & WBA en battant Carlos Maussa le 26 novembre 2005.

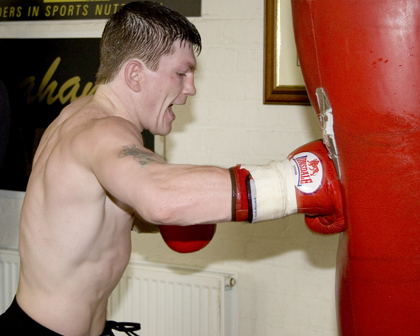
Hatton le 1er mai 2006 préparant son combat contre Luis Collazo

En 2006, il remporte la ceinture WBA des welters aux dépens de Luis Collazo puis redevient champion IBF des super-légers au début de l'année 2007 après une nouvelle victoire face à Juan Urango. Hatton renonce très vite à défendre ce titre pour affronter et battre au 4e round le Mexicain José Luis Castillo le 23 juin 2007.
Le 8 décembre 2007 à la MGM Grand Hotel Arena de Las Vegas, Ricky Hatton est battu par KO à la 10e reprise par l'américain Floyd Mayweather pour le titre de champion WBC des welters après avoir encaissé un lourd crochet. Les deux boxeurs étaient invaincus, Hatton avec 43 victoires (31 KO) et Mayweather avec 38 combats (24 KO).
Après cette défaite, Ricky Hatton poursuit sa carrière en super-légers. Il remporte le titre IBO le 24 juin 2008 en battant aux points à Manchester Juan Lazcano, titre qu'il conserve face à Paul Malignaggi le 22 novembre 2008, puis perd le 2 mai 2009 à Las Vegas par KO dans la 2e reprise contre Manny Pacquiao.
Le 24 novembre 2012, après plus de trois ans d’inactivité, Ricky Hatton tente un retour sur le ring contre l’ancien champion du monde des poids welter, l’ukrainien Vyacheslav Senchenko. À la 9e reprise, un puissant coup au foie l'arrête. Après cette défaite, Hatton annonce officiellement la fin de sa carrière.

## Distinction
- Ricky Hatton est élu boxeur de l'année en 2005 par Ring Magazine.